# Anohni
Anohni (ANOHNI) (Chichester, Engeland, 24 oktober 1971), voorheen bekend als Antony Hegarty, is een zangeres en componiste, geboren in Engeland maar voornamelijk opgegroeid in de Verenigde Staten. Ze is de leadzangeres van Anohni and the Johnsons (voorheen Antony and the Johnsons). Anohni is transgender en gebruikt vrouwelijke persoonlijk voornaamwoorden.

## Biografie

### Jeugd
Anohni is het kind van een ingenieur en een fotografe. Het gezin woonde met Anohni als zesjarige enige tijd in Amsterdam. In 1981 vestigde het gezin zich in Californië in de Verenigde Staten. Anohni was in haar jeugd geïnteresseerd in Britse synthpop en zangers als Marc Almond en Boy George. De laatste was een belangrijk rolmodel voor Anohni, die als tiener worstelde met haar genderidentiteit en zich gesterkt wist door de positieve wijze waarop Boy George uitdrukking gaf aan androgynie. Ook noemt Anohni films als Un chant d'amour als invloeden.

### Carrière

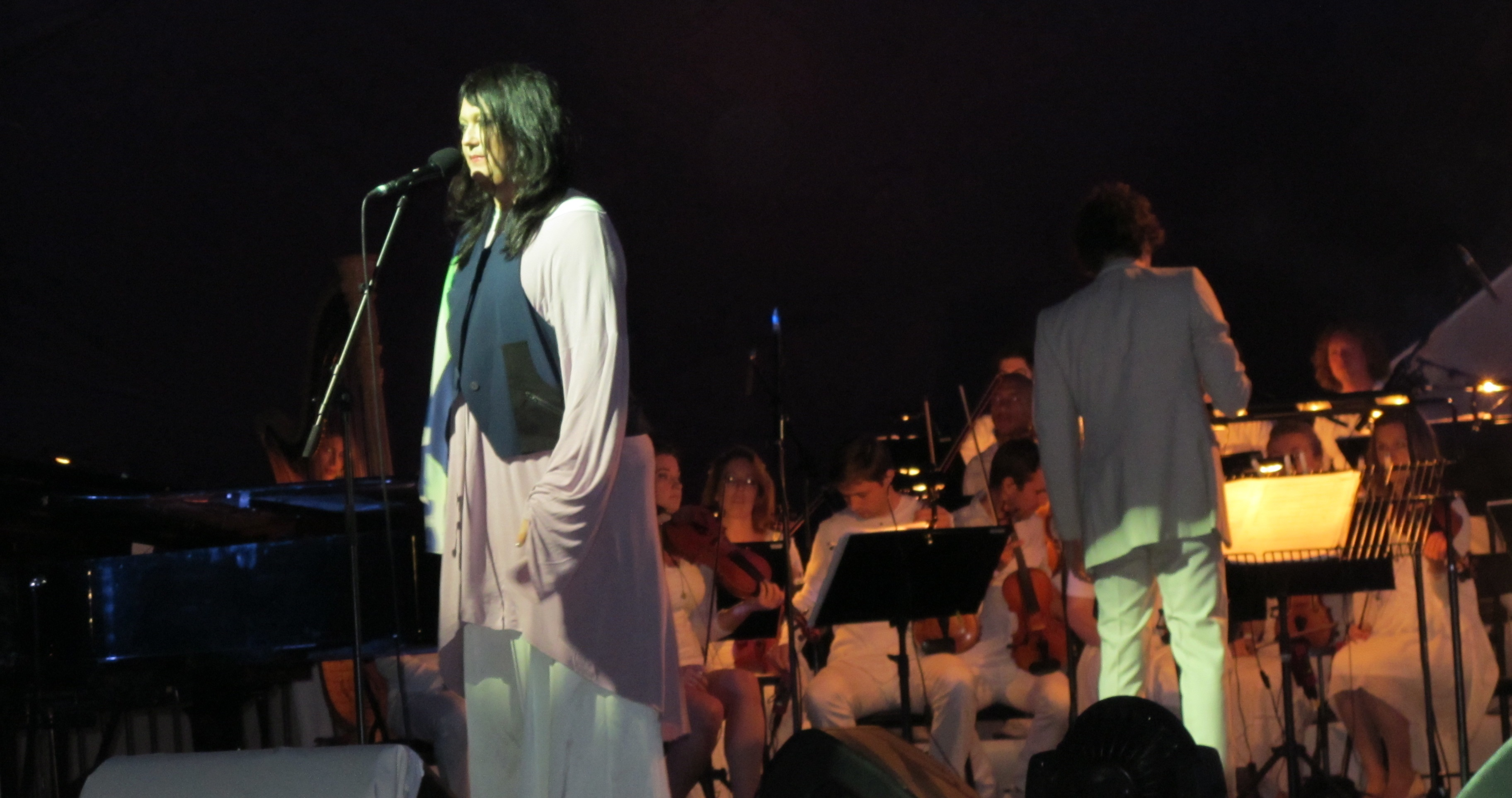
Anohni met het 'Heritage Orchestra'

In 1990 vertrok Anohni naar New York in de overtuiging dat haar dubbelzinnige seksuele aanleg (zij presenteerde zich destijds als homoseksuele man en als androgyn) daar meer geaccepteerd zou worden. Zij begaf zich in het avant-garde-nachtleven waarin homoseksualiteit en travestie een belangrijke rol speelden en richtte samen met Johanna Constantine het cabarettheatergezelschap Blacklips op. Zij schreef musicals, acteerde in experimentele toneelstukken en verzorgde muzikale intermezzo's in de programma's van de Blacklips.
De experimentele Britse muzikant David Tibet hoorde een demo van Anohni en bood haar een platencontract bij Durtro aan. In 2000 verscheen het debuutalbum Antony and the Johnsons. In hetzelfde jaar verscheen Anohni in de film Animal Factory (2000) van Steve Buscemi. Lou Reed, die gecharmeerd was van haar aparte vrouwelijke stem, vroeg haar voor zijn Edgar Allan Poe-project The Raven (2003). Anohni zingt op het album de popklassieker "Perfect Day".
In 2005 verscheen het tweede album van Antony and the Johnsons, getiteld I Am a Bird Now. Dit album werd onderscheiden met de Mercury Music Prize: een jaarlijkse prijs voor de beste Britse en Ierse muziek. De Kaiser Chiefs, die getipt werden als winnaar maar naast de prijs grepen, vroegen zich openlijk af of Antony wel als een Britse artiest mocht worden gezien. Later boden zij excuses aan voor de suggestie dat de prijs wellicht onverdiend door Antony and the Johnsons gewonnen was.
In 2012 kwam het livealbum Cut the World uit. In de videoclip bij het titelnummer (het enige nieuwe nummer) spelen de Nederlandse actrice Carice van Houten, kunstenares Marina Abramović en de Amerikaanse acteur Willem Dafoe. Van Houten en Anohni namen ook een duet op genaamd "Particle of Light".

### Anohni

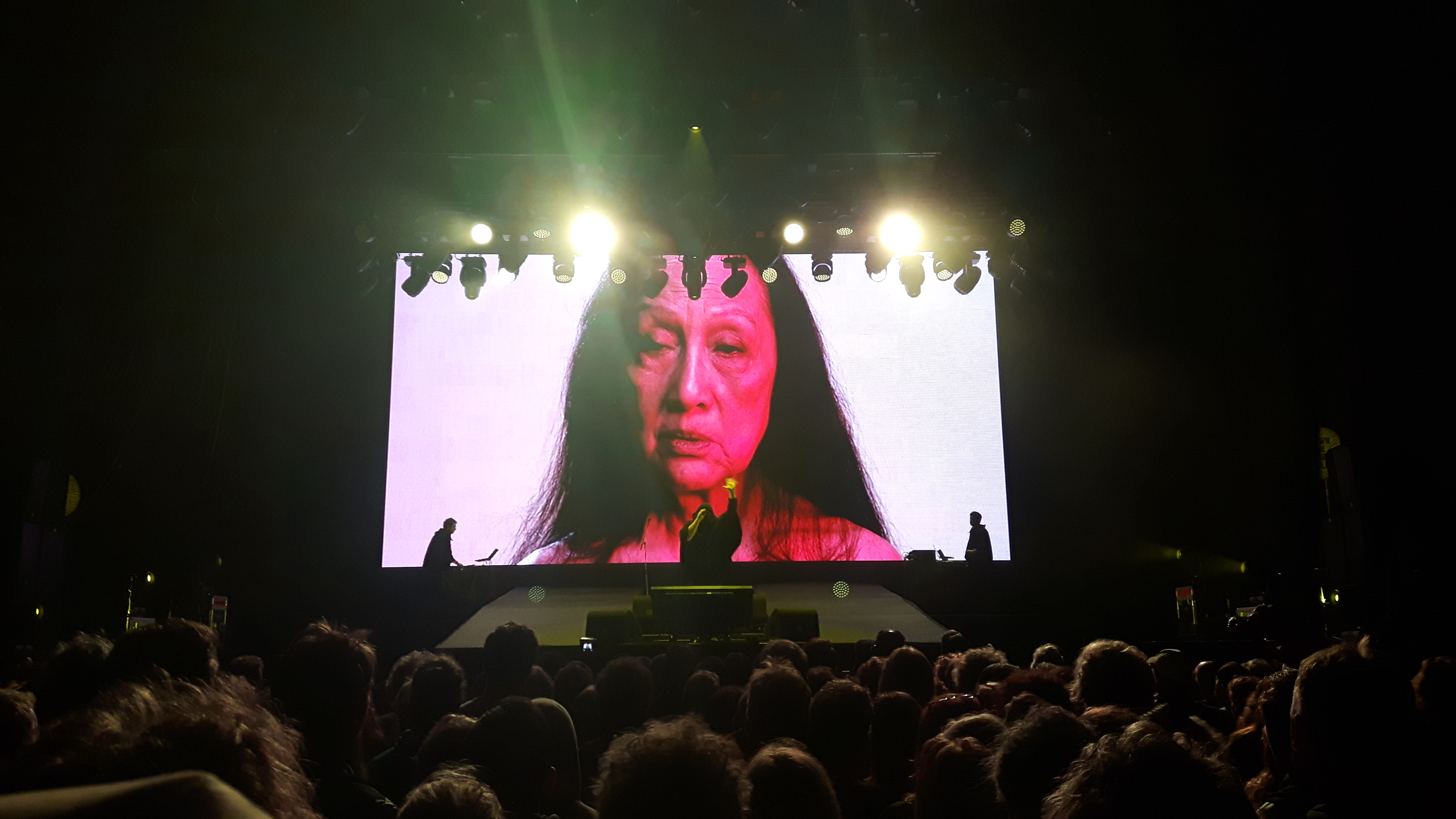
Anohni op Down The Rabbit Hole 2016

Op 23 februari 2015 kondigde Anohni het vijfde album Hopelessness aan op haar eigen website en Facebook. Dit dance/electronic-album is cogeproduceerd door Oneohtrix Point Never en Hudson Mohawke en kwam uit op 6 mei 2016 onder haar nieuwe naam 'Anohni'. Ze verklaarde dat ze deze 'spiritnaam' al een aantal jaren in privékring gebruikte en wilde nu graag onder deze naam erkend worden door de buitenwereld.
Op 30 november 2015 kwam de eerste single van Hopelessness uit, getiteld "4 Degrees", een verwijzing naar de temperatuurstijging van vier graden die voorspeld wordt als een gevolg van de klimaatverandering.
Anohni werd genomineerd voor een Oscar voor 'best original song' met "Manta Ray" voor de film Racing Extinction gecomponeerd door J. Ralph met zang. Zij werd echter niet uitgenodigd om te komen optreden en besloot daarom het evenement te boycotten.
Op 17 maart 2017 bracht Anohni de EP Paradise uit. De 7 liedjes op deze EP zijn ook gemaakt in samenwerking met Oneohtrix Point Never en Hudson Mohawke.
In 2022 werkte Anohni nauw samen met vriend Andy Butler aan het album In Amber van Hercules and Love Affair. Ze componeerde en schreef zes titels met hem, waaronder de singles "Poisonous Storytelling" en "One", die ze alleen uitvoert.
In 2023 presenteert Anohni een multimediale tentoonstelling in Huis Willet-Holthuysen: SHE WHO SAW BEAUTIFUL THINGS.

## Albums
Als ANOHNI:
- 2016 – Hopelessness (6 mei 2016)

Onder Antony and the Johnsons:
- 2014 – Turning (soundtrackalbum)
- 2012 – Cut the World (livealbum)
- 2010 – Swanlights
- 2009 – The Crying Light
- 2005 – I Am a Bird Now
- 2000 – Antony and the Johnsons

## Films
- 2004 – Wild Side
- 2000 – Animal Factory

- Bibsys: 7025728
- Bibliothèque nationale de France: cb150111206 (data)
- Gemeinsame Normdatei: 137656831
- International Standard Name Identifier: 0000 0000 4463 5359
- Library of Congress Control Number: no2005115054
- MusicBrainz: 91b67275-db2c-4fc2-b51f-82978aeb5c41
- Nationale bibliotheek van Australië: 58800265
- Nationale Bibliotheek van Israël: 987007446848405171
- Nederlandse Thesaurus van Auteursnamen: 353236446
- Système universitaire de documentation: 132609517
- Trove: 1705134
- Virtual International Authority File: 66215020